# Kraftwerk Oberstufe Gampadels

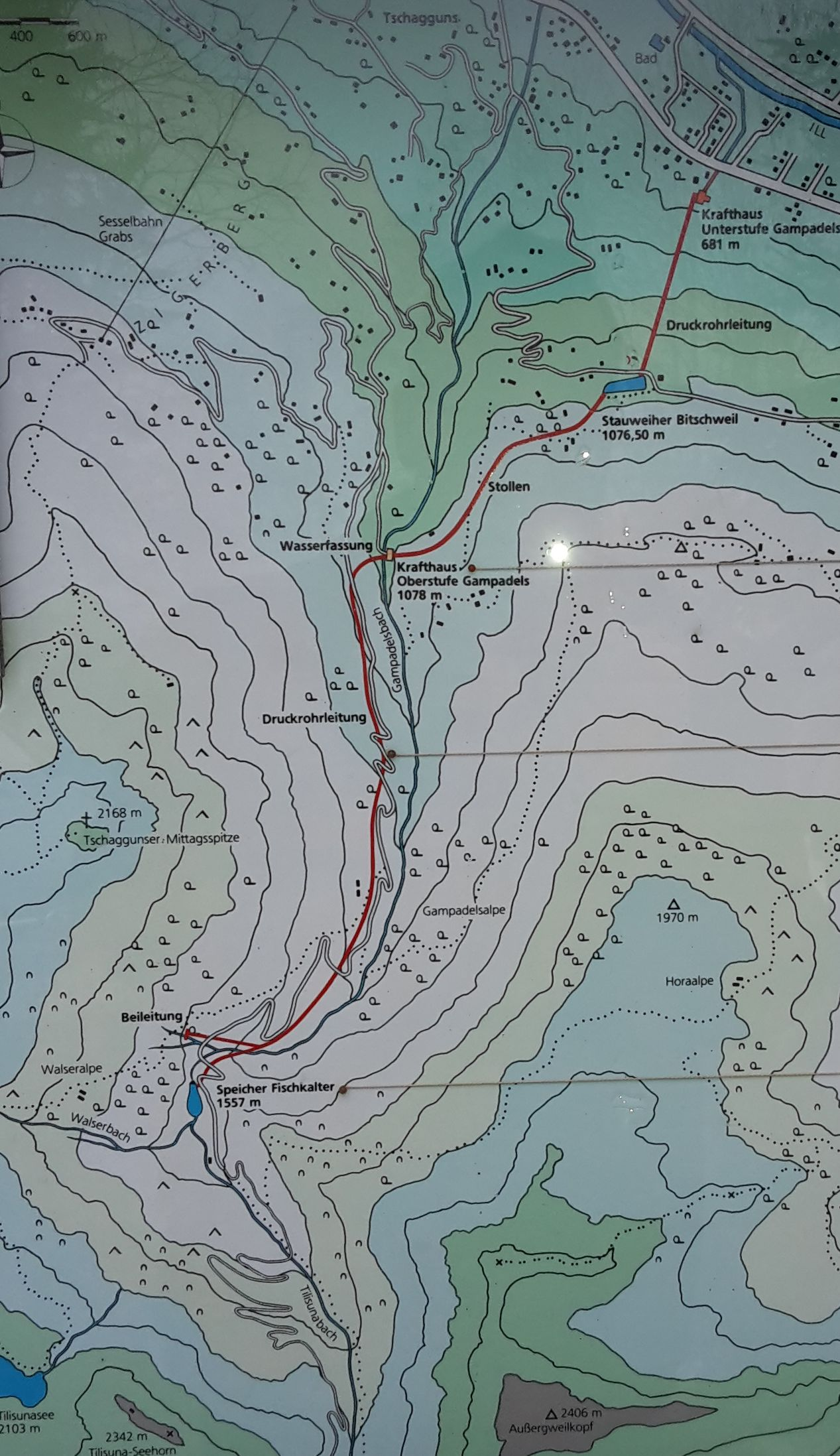
Plan der Wasserführung der Kraftwerke Gampadels.

Das Kraftwerk Oberstufe Gampadels ist ein Wasserkraftwerk der illwerke vkw in Vorarlberg (Österreich). Das Kraftwerk (Maschinenhaus, 1078 m ü. A.) selbst befindet sich direkt am Gampadelsbach (GwKm 2,50) im Gampadelstal am Badweg in der Gemeinde Tschagguns.

## Geschichte und Verwendung
Im Jahr 1925 wurde die erste Stufe (Kraftwerk Unterstufe Gampadels) der heute zweistufigen Kraftwerksgruppe Gampadels im Gemeindegebiet von Tschagguns im Montafon geschaffen. Beide Kraftwerke nutzen das Wasserkraftpotential des Gampadelsbaches bis zur Mündung in die Ill.

## Technische Daten

### Kraftwerk
In Betrieb seit 1989.
- Wasser-Einzugsgebiet: 9,10 km²
- Ausbauwassermenge: 1,25 m³
- Rohrfallhöhe: 479,20 m
- Triebwasserführung: 2,50 km
- Installierte Leistung: 4800 kW
- Baujahr: 1989
- Steuerung: vollautomatisch
- Turbinentyp: Pelton
- mittlere Jahresproduktion 12 GWh
- Engpassleistung: 5,0 MW
- nachfolgende Wassernutzung: Kraftwerk Unterstufe Gampadels

### Speicher Fischkalter

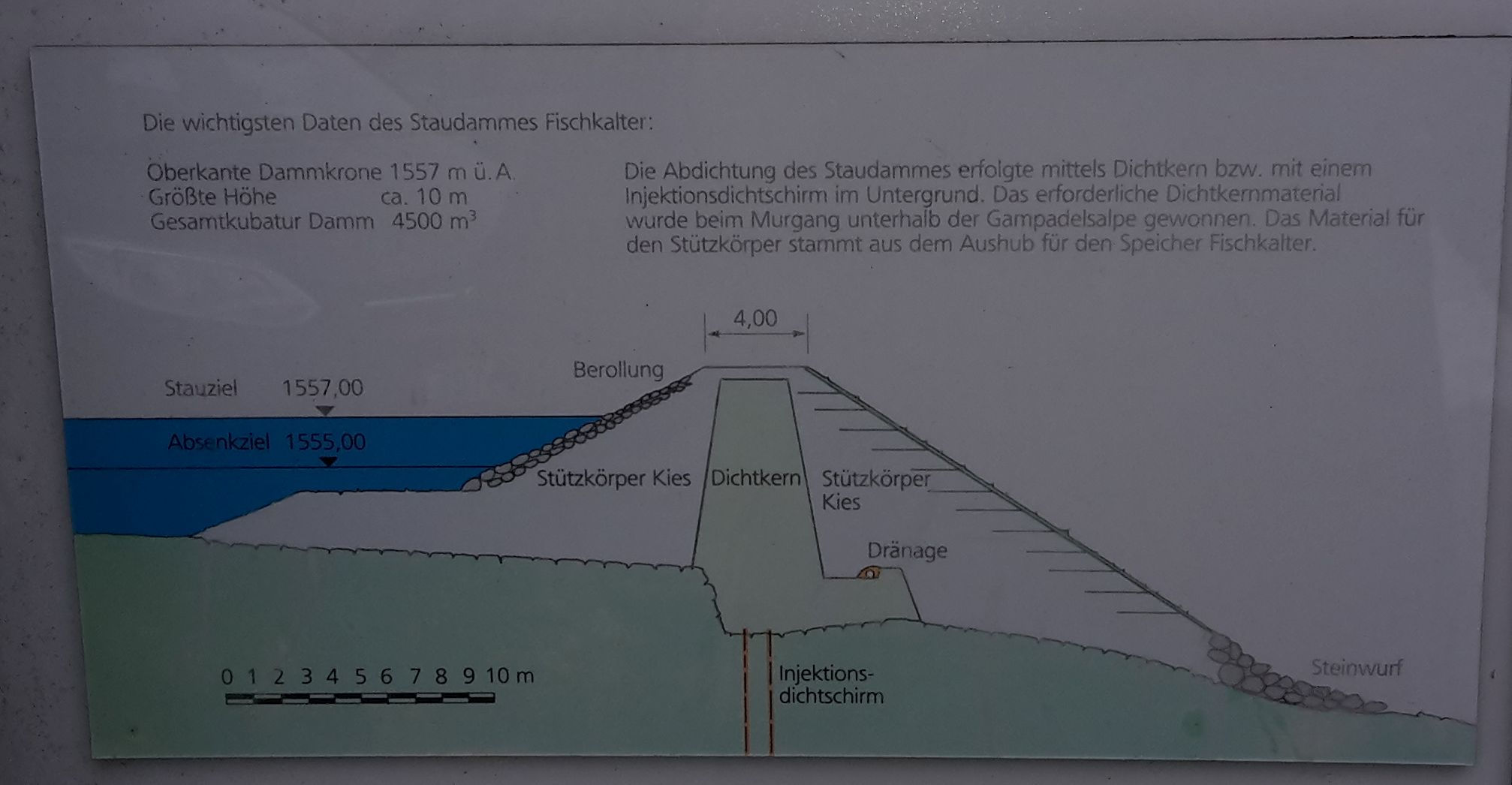
Modellzeichnung Speicher Fischkalter.

Der Speicher Fischkalter ist etwa 115 m lang und misst an der breitesten Stelle etwa 55 m.
- Dammhöhe: 10 m
- Kronenbreite: 4 m
- Dammkubatur: 4500 m³
- Stauziel: 1557,0 m. ü. A.
- Absenkziel: 1555,0 m. ü. A.
- Speichervolumen: 6000 m³
- Durchmesser der Druckrohrleitung zum Maschinenhaus: 70 bis 80 cm
- Typ der Druckrohre: duktile Gussrohre mit Zementauskleidung
- Verlegung: großteils in der Erde